# Curtis Mayfield
Pour les articles homonymes, voir Mayfield.
Curtis Lee Mayfield, né le 3 juin 1942 à Chicago et mort le 26 décembre 1999 à Roswell en Géorgie, est un chanteur, auteur et compositeur de soul, de funk, de rhythm and blues, notamment connu pour la bande originale du film de blaxploitation Superfly.
Il fait tout d'abord partie du groupe The Impressions puis il se lance avec succès dans une carrière solo. Il est probablement le premier chanteur de la nouvelle vague afro-américaine à introduire des commentaires à caractère social dans ses chansons. Cette musique engagée devient très populaire pendant la période de difficultés sociales des années 1960 et 1970.

## Biographie

### Jeunesse
La carrière de Mayfield débute en 1956 quand il forme The Roosters avec Jerry Butler, Sam Gooden (en), Richard Brooks et son frère Arthur Brooks. En 1958, le groupe change de nom et devient The Impressions, c'est à partir de là que le succès arrive. Les deux principaux hits du groupe sont For Your Precious Love et Gypsy Woman. Après le départ de Butler du groupe et l'arrivée de Fred Cash (en), Curtis devient le chanteur principal et compose fréquemment pour le groupe. Leur titre de gospel Amen est inclus dans la bande originale du film Le Lys des champs (Lilies of the Field) (1963) avec Sidney Poitier. The Impressions acquièrent alors une grande popularité grâce aux compositions de Curtis comme Keep On Pushin', People Get Ready, Choice of Colors ou encore This is My Country. Le titre We're a Winner devient l'hymne du Black Power et Keep On Pushing celui du Mouvement des droits civiques aux États-Unis. Mayfield devient alors un des pionniers de la fierté noire aux côtés de James Brown ou de Sly Stone. En 1970, Curtis Mayfield quitte le groupe et commence sa carrière solo sous le label indépendant Curtom Records (en) (label ayant regroupé beaucoup d'artistes soul).

### Carrière
L'apogée de sa carrière est atteint en 1972, avec l'album Superfly, bande originale du film du même nom. Les paroles de cet album sont très engagées et évoquent la politique du gouvernement envers la communauté noire, l'état des ghettos, des paroles jamais entendues jusqu'alors dans un film de blaxploitation dont les bandes originales (comme celle de Shaft par Isaac Hayes) avaient plutôt pour habitude de glorifier les héros avec tous leurs excès. Bob Donat du magazine Rolling Stone dira d'ailleurs « le message anti-drogue de Mayfield est bien plus fort en réalité que le film lui-même ». Avec l'album What's Going On de Marvin Gaye et l'album Innervisions de Stevie Wonder, Superfly devient l'étendard d'une nouvelle conscience sociale et celui du nouveau style funky. L'unique album de Baby Huey, The Story Baby Huey: The Living Legend, publié à titre posthume, est produit par Curtis Mayfield, qui signe plusieurs compositions. Mayfield est très actif durant les années 1970 et 1980, suivi par un public fidèle, mais le 14 août 1990, pendant un concert à Brooklyn, un projecteur lui tombe dessus et le laisse paralysé. À partir de ce moment, il ne pourra plus jouer de guitare, mais continuera à écrire et à chanter.

### Mort et héritage
En 1998, il doit être amputé d'une jambe pour cause de diabète, et son état s'aggravant, il meurt le 26 décembre 1999 à Roswell en Géorgie, à l'âge de 57 ans. Il est incinéré.
Au delà de son engagement politique, sa musique, par son travail sur le son, a été reconnue pour son influence sur le hip-hop et le funk des années 80. Le Monde titrait : « Le falsetto princier de Curtis Mayfield ».

## Discographie

### Albums studio
- 1970 : Curtis
- 1971 : Roots
- 1972 : Superfly
- 1973 : Back to the World
- 1974 : Sweet Exorcist
- 1974 : Got to Find a Way
- 1975 : There's No Place Like America Today
- 1976 : Give, Get, Take and Have
- 1977 : Never Say You Can't Survive
- 1977 : Short Eyes
- 1978 : Do It All Night
- 1979 : Heartbeat
- 1980 : Something to Believe In
- 1981 : Love is the Place
- 1982 : Honesty
- 1985 : We Come in Peace With a Message of Love
- 1990 : Take It To the Streets
- 1996 : New World Order

### Albums en public
- 1971 : Curtis Live
- 1973 : Curtis in Chicago
- 1988 : Live in Europe

### Compilations
- 1997 : The very best of Curtis Mayfield

## Récompenses
- 1968 : The Rock and Roll Hall of Fame's 500 Songs that Shaped Rock and Roll, We're A Winner
- 1998 ; The Grammy Hall of Fame Award, Superfly OST
- 2000 : National Academy of Popular Music (NAPM), Songwriters Hall of Fame

## Hommage
Ses admirateurs, parmi lesquels Eric Clapton, Bruce Springsteen, Elton John, Stevie Wonder et Phil Collins lui ont rendu hommage en 1994 en reprenant ses principales compositions sur un recueil intitulé All Men Are Brothers : A Tribute to Curtis Mayfield.